# راکستون
راکستون (انگلیسی: Ruxton) شرکت خودروسازی آمریکایی بود، که در سال ۱۹۲۹ تأسیس شد و در سال ۱۹۳۱ منحل گردید.